# Elezioni parlamentari in Jugoslavia del 1958
Le elezioni parlamentari in Jugoslavia del 1958 si tennero il 23 marzo, mentre il Consiglio dei Produttori fu eletto il 30 marzo.
Quasi tutti i candidati corsero senza oppositori; solo in sei circoscrizioni su 301 nel Consiglio Federale di Jugoslavia vi furono più candidati. Circa il 40% dei candidati per il Consiglio Federale e l'80% dei candidati per il Consiglio dei Produttori non aveva mai ricoperto alcun incarico politico.